# Khor Fakkan Club
Der Khor Fakkan Club ist ein Fußballklub aus den Vereinigten Arabischen Emiraten mit Sitz in Khor Fakkan.

## Geschichte
Der Klub wurde im Jahr 1981 gegründet. Das erste Mal aufsteigen in die UAE Pro League, gelingt nach der Saison 1981/82 als Meister. Man hier mehrere Jahre der Liga erhalten. Sogar ins Finalspiel des President Cup schafft man es in der Saison 1986/87. Nach der Saison 1992/93 musste die Mannschaft schließlich mit nur 20 Punkten über den 10. Platz wieder absteigen. Zur Spielzeit 1994/95 gelingt aber die direkte Rückkehr. Diesmal ging es aber nach der Runde 1996/97 schon wieder eine Spielklasse tiefer. Munter ging es weiter mit dem Wechsel zwischen den Ligen und zur Saison 1998/99 tauchte man wieder unten Klubs in der Pro League auf, nur um dann nach der Spielzeit 1999/2000 doch wieder abzusteigen. Ganz kurz zurück ging es dann wieder einmal zur Saison 2001/02, diesmal stieg man aber sogar direkt wieder ab. Diesmal gelingt aber auch der direkte Wiederaufstieg und erst einmal kann man sich auch wieder halten. Jedoch nur bis zur Saison 2004/05, wonach man wieder abstieg. Bis zur nächsten Rückkehr dauert es noch einmal etwas länger, erst in der Saison 2008/09 spielte man mal wieder mit, stieg aber auch hier direkt als Letzter wieder ab.
So verblieb man einige Jahre außerhalb der ersten Liga des Landes. Im Juni 2017 folgte ein Rebranding des Klubs, der sich nun Khor Fakkan Club nannte, um die Verbindung mit der Stadt hervorzuheben. Schlussendlich gelang dann zur Saison 2019/20 die Rückkehr in die Pro League. Seitdem kann man sich hier auch halten.

## Erfolge
- UAE First Division League: 1981/82, 1993/94, 2000/01, 2007/08, 2018/19